# Per Wästberg
Per Erik Wästberg (Stoccolma, 20 novembre 1933) è uno scrittore, attivista per i diritti umani svedese.

## Biografia
Si è laureato in lettere presso l'Università di Uppsala. Dal 1953 ha iniziato a scrivere per il periodico Dagens Nyheter, uno dei maggiori quotidiani svedesi, di cui è anche stato caporedattore dal 1976 al 1982.
Si è fortemente speso in favore della tutela dei diritti umani: ha lottato per l'anticolonialismo, e contro l'Apartheid in Sudafrica. È stato espulso dal Governo della Rhodesia nel 1959. Dopo la pubblicazione del suo libro På Svarta Listan nel 1960, Sudafrica e Rhodesia gli hanno tolto la possibilità di entrare sul loro territorio. Ha fatto ritorno in Sudafrica nel 1990 dopo la liberazione dal carcere di Nelson Mandela.
Nel 1963 è stato tra i fondatori della sezione svedese di Amnesty International. Dal 1979 al 1986 è stato presidente del PEN International, associazione di scrittori, fondata a Londra nel 1921 da John Galsworthy con lo scopo di promuovere l'amicizia e gli scambi intellettuali fra scrittori di tutto il mondo.
È stato eletto membro dell'Accademia svedese nel 1997. È succeduto nel Seggio numero 12 al poeta Werner Aspenström.

## Opere
Ha pubblicato le seguenti opere.

### Romanzi
- Pojke med såpbubblor (korta berättelser, 1949)
- Ett gammalt skuggspel (1952)
- Halva kungariket (1955)
- Arvtagaren (1958)
- Vattenslottet (1968)
- Luftburen (1969)
- Jordmånen (1972)
- Eldens skugga (1986)
- Bergets källa (1987)
- Ljusets hjärta (1991)
- Vindens låga (1993)

### Poesie
- Tio atmosfärer (1963)
- Enkel resa (1964)
- En avlägsen likhet (1983)
- Frusna tillgångar (1990)
- Förtöjningar (1995)
- Tre rader (1998)
- Raderingar(1999)
- Fortifikationer (2001)
- Tillbaka i tid (2004)

### Su Africa e terzo mondo
- Förbjudet område (1960)
- På svarta listan (1960)
- Afrika berättar (1961)
- Afrika-ett uppdrag (1976)
- I Sydafrika - resan till friheten (1995)
- Modern afrikansk litteratur (essäer) (1969)
- Afrikansk poesi (1971)
- Resor, intervjuver, porträtt, politiska analyser från en långvarig vistelse i Sydafrika (1994)

## Biografie e saggi
- Ernst och Mimmi, biografi genom brev (1964)
- Alice och Hjördis Två systrar (1994)
- En dag på världsmarknaden (1967)
- Berättarens ögonblick (1977)
- Obestämda artiklar (1981)
- Bestämda artiklar (1982)
- Frukost med Gerard (1992)
- Lovtal (1996)
- Ung mans dagbok (1996)
- Ung författares dagbok (1997)
- Duvdrottningen (1998)
- Edith Whartons hemliga trädgård (2000)
- Övergångsställen (2002)